# ライガー
ライガー (Liger) は、父がライオンで母がトラの雑種動物である。

## 概要
そのすべてが人工飼育下で生まれた個体である。現在の野生下で、ライオンとトラの生息地は主にアフリカとアジアに分断されている。例外としてインドのギール野生生物保護区が両種が共生する地域として存在するが、野生での交雑は現時点確認されていない。
無事に成獣となった個体について、その性格に温和、獰猛と正反対の評価に分かれる。これは人工的な交雑種ゆえに調査対象の絶対数が少ないことに由来する。

## 特徴
個体差はあるものの、顔形はライオンに近く身体には淡い縞があり、雄に少量の鬣（たてがみ）があるケースが多い。また、身体が大型化する傾向があり、元となる種が平均100 - 200kg程度、最大亜種でもシベリアトラの300kg前後が限界なのに対し、交雑種はそれと並ぶか、はるかに大型となる400kg以上に及んだ個体も確認されている。『ギネス世界記録 2014』には体長333cm、体高125cm、体重418.2kgの、「存命中の最大のネコ」と銘打った2013年当時のギネス世界記録個体が紹介された。
ライガーは短命だと主張する情報が多いが、調査によると、そのような結論はまだ定かではなく、1948年にソルトレイクシティのホグル動物園で生まれたメスのライガーのシャスタは24年間生きた。
本交雑種は19世紀ごろより欧州などで作成された記録がある。学術的な研究よりも動物園やサーカスなどでの見世物として利用されてきた側面が強い。また日本国内で活動する木下大サーカスではライガーを用いた猛獣ショーが行われていた。
なお、ライガーとは逆に父がトラで母がライオンの場合はタイゴン (Tigon) と呼ばれている。その特徴はライガーとは逆に、体色などにトラの影響が強く現れ、また小型化する傾向がある。

## ライガーとの雑種
ライガー、タイゴンともにオスはまったく繁殖力を持たない。
メスにはまれに繁殖力のある個体が発生し、ライオンやトラとの間に子をもうける場合がある。しかし、さらに生まれた子はオス・メスともに生殖機能が無いために以後の繁殖はできない。

## アニメ、漫画、玩具などでライガーの名称を持つキャラクター
ライオンとトラ（タイガー）というある意味象徴的な両者が組み合わさっていることと、その語呂の良さから、しばしばライガーの名称を持つキャラクターが見受けられる。以下はその例。
獣神ライガー
アニメ。実物とは違い、ライオンのようなたてがみを持つ。
獣神サンダー・ライガー
上記アニメとタイアップしたプロレスラー。
宇宙魔神ダイケンゴー
アニメ。主人公の名前が「ライガー」王子。
ゲッターロボG
アニメ。作中に「ゲッターライガー」というロボットが登場する。
ゾイド
トミー（現タカラトミー）の玩具シリーズ。シールドライガーなど、ライガーという名が冠せられたメカが多数登場する。主に同シリーズのテレビアニメ作品の主人公機として活躍する。
超獣機神ダンクーガ
超獣機神ダンクーガBURN
獣装機攻ダンクーガノヴァ
アニメ、漫画。共にライガーの名を持つマシンが登場する。
デビルマンレディー
漫画。「デビルマンライガー」というキャラクターが登場する。
アルゴスの戦士
ビデオゲーム。最終ボスの名前がライガーである。海外版のタイトルにも用いられている。ただし、綴りは "RYGAR" である。
爆転シュートベイブレード
タカラ(現タカラトミー)の玩具シリーズ。「ドライガー」シリーズの発展型「スラッシュライガーMS(メタルスクラッチ) 」が限定販売された。　
家庭教師ヒットマンREBORN!
ザンザスの匣兵器　ベスター
アーマード・コアVI_ファイアーズオブルビコン
ビデオゲーム。同作に登場する機体の一つに「ライガーテイル」が存在する。
仮面ライダーオーズ/OOO
作中に「カザリ」というライガーをモチーフにした敵怪人がいる。